# Distriktssköterskeföreningen
Distriktssköterskeföreningen (DSF) är en yrkesförening för distriktssköterskor i Sverige som också är en sektion inom Svensk sjuksköterskeförening (SSF).
Föreningen representerar medlemmarna inför myndigheter och organisationer, främjar utbildning och forskning och arbetar för att marknadsföra yrket. 
Distriktssköterskeföreningen i Sverige har en riksstyrelse samt lokala föreningar i de flesta län. De lokala föreningarna har egna styrelser och jobbar självständigt. 
DSF medlemstidning, Hälsan i Centrum, är branschens egen tidning för alla distriktssköterskor. Tidningen vänder sig också till andra inom primärvården samt till tillverkare och leverantörer. Hälsan i Centrum utkommer med 4 nummer per år (mars, juni, september, december)